# 菲什泰爾 (蒙大拿州)
菲什泰爾（英語：Fishtail）是位於美國蒙大拿州斯蒂爾沃特縣的普查規定居民點。

## 歷史
菲什泰爾的郵局自1901年營運至今。

## 人口
根據2020年美國人口普查的數據，菲什泰爾的面積為1.50平方千米，皆為陸地。當地共有人口67人，而人口密度為每平方千米44.67人。